# Admir Ujkaj
Admir Ujkaj (sinh 15 tháng 10 năm 1993) là một cầu thủ bóng đá Albania thi đấu ở vị trí tiền vệ cho KS Burreli ở Giải bóng đá hạng nhất quốc gia Albania.